# تروپیکو ۵
تروپیکو ۵ یک بازی ویدیویی شبیه‌سازی ساخت و ساز و مدیریتی ساخته شده توسط هائمیمونت است. این سری از بازی برای مایکروسافت ویندوز در ماه مه سال ۲۰۱۴ منتشر شد و برای لینوکس، OS X و ایکس باکس ۳۶۰ بعداً در سال ۲۰۱۴ منتشر شد و همچنین، نسخه‌های پلی‌استیشن ۴ و اکس‌باکس وان به ترتیب در آوریل ۲۰۱۵ و مه ۲۰۱۶ منتشر شدند.
برای اولین بار در سری بازی‌های تروپیکو، این نسخه ویژگی بازی چند نفرهٔ تعاملی و رقابتی را برای حداکثر چهار بازیکن دارد. بازیکنان قادر به ساختن شهرها در همان جزیره هستند، که انتخاب خودشان است با یکدیگر دشمنی یا همکاری کنند.